# Lingua marwari
La lingua marwari (mārwāṛī; anche marvari, marwadi, marvadi) è una lingua parlata negli stati indiani del Rajasthan e del Haryana ma è diffusa anche nello stato confinante del Gujarat e nel Pakistan orientale. Se ne conoscono una ventina di dialetti.
Al 2022, è parlata da 7,9 milioni di parlanti totali.

## Distribuzione geografica

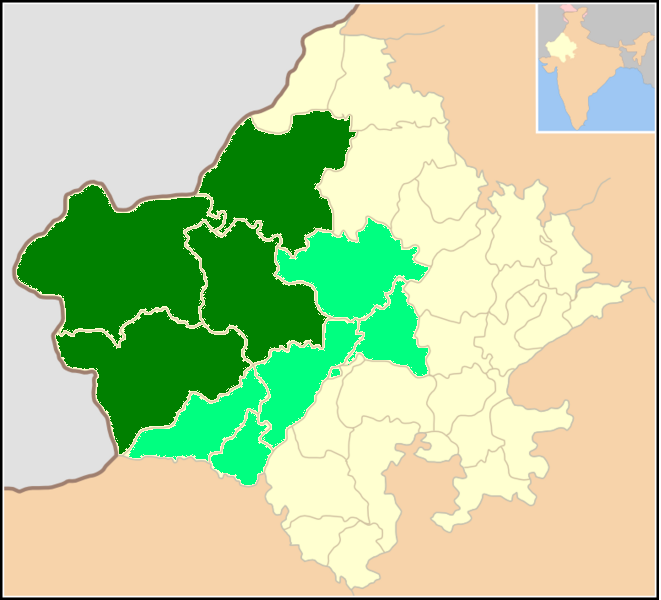
In verde scuro sono indicate le zone del Rajasthan in cui si parla la lingua marwari, in verde chiaro ulteriori aree in cui i parlanti identificano il loro linguaggio come marwari.

Il Marwari è parlato prevalentemente nello stato indiano del Rajasthan.  I parlanti marwari si sono dispersi attraverso l'India e altre nazioni ma si trovano prevalentemente negli stati limitrofi del Gujarat e nel Pakistan orientali.  Parlanti si trovano anche a Bhopal. Con circa 13.2 milioni di parlanti nel 1997, di cui circa 13 milioni in India e 200,000 in Pakistan, scesi poi a oltre 7,8 milioni nel 2011; è la lingua col maggior numero di parlanti del sottogruppo delle lingue Marwari della lingua Rajasthani.

## Classificazione
Secondo Ethnologue e lo standard ISO 639, la lingua marwari è una macrolingua i cui membri sono:
- Lingua dhundari (codice ISO 639-3 dhd)
- Lingua marwari (India) (rwr)
- Lingua marwari (Pakistan) (mve)
- Lingua merwari (wry)
- Lingua mewari (mtr)
- Lingua shekhawati (swv)